# Кумжота
Кумжота́ (ранее — Кумжата́, каз. Құмжота) — аул в Байзакском районе Жамбылской области Казахстана, входит в состав Бурылского сельского округа. Код КАТО — 313635400.

## География
Село расположено на юго-западе Байзакского района, в непосредственной близости административного центра сельского округа аула Бурыл, в 17 километрах к западу от районного центра села Сарыкемер и в 1 километре к северу от областного центра города Тараз. Ближайшая железнодорожная станция Бурул — расположена в 3 километрах к югу (по дороге — 10,4). Соседние населённые пункты: Бурыл — на восточных границах аула, Коктал в 2,5 километрах к северо-востоку. Транспортное сообщение осуществляется по автодороге КН-7, с выходом на автодорогу А2. Высота населённого пункта — 575 метров над уровнем моря.

## Современное состояние
В 1961—1997 годах — отделение совхоза «Ровненский» молочного и овощного направления, на основе которого в 1997 году образовались несколько кооператив и ТОО. На территории аула функционируют 2 общеобразовательные школы, 1 художественная школа, 3 детских сада, 1 мини-маркет, семейная поликлиника, клуб, библиотека. На 2016 год в ауле — 12 улиц, 3 переулка, массив, микрорайон.

## Население
| Численность населения | Численность населения | Численность населения |
| 1989                  | 1999                  | 2009                  |
| --------------------- | --------------------- | --------------------- |
| 2620                  | ↗3028                 | ↗3603                 |

## Известные жители и уроженцы
- Алиман Битаева (1922 — ?) — Герой Социалистического Труда[11].